# Väkevänsaari
Väkevänsaari är en ö i Finland. Den ligger i sjön Väkevänjärvi och i kommunen Villmanstrand i den ekonomiska regionen  Villmanstrands ekonomiska region  och landskapet Södra Karelen, i den södra delen av landet, 180 km öster om huvudstaden Helsingfors. Öns area är 41,6 hektar och dess största längd är 0,9 kilometer i sydöst-nordvästlig riktning.